# Gemsrot
Gemsrot (Doronicum orientale) är en växtart i familjen korgblommiga växter.